# Blake Edwards
Blake Edwards (William Blake Crump, Tulsa, 26 de julho de 1922 - Santa Mónica, 15 de dezembro de 2010) foi um diretor, produtor e roteirista norte-americano.

## Biografia
Ficou conhecido pela realização de diversas comédias de sucesso, das quais se destacam as da série A Pantera Cor-de-Rosa, estreladas por Peter Sellers. Outros sucessos foram Um convidado bem trapalhão (também com Peter Sellers), 10 (Mulher Nota 10 no Brasil; 10 - Uma Mulher de Sonho em Portugal) e Victor ou Victória (Victor/Vitoria em Portugal), nos quais contou com a participação da sua esposa Julie Andrews. Dirigiu Bruce Willis em Um encontro às escuras.
Seu conturbado e longo relacionamento profissional com Peter Sellers foi mostrado no filme de 2004 Vida e Morte de Peter Sellers. Numa das passagens, buscava-se convencer Sellers a voltar a trabalhar com Edwards, através de um amigo vidente. O vidente teria sugerido a Sellers que seu futuro estava ligado as iniciais B. E. Sellers entendeu que eram de Britt Ekland, uma modelo sueca com quem acabou se casando.
Edwards faleceu na noite de quarta, dia 15 de dezembro de 2010, aos 88 anos de idade, após complicações provocadas por uma pneumonia.

## Filmografia (como diretor)
- 1993 - Son of the Pink Panther - O Filho da Pantera Cor-de-Rosa
- 1991 - Switch - Switch, Trocaram Meu Sexo
- 1989 - Peter Gunn (televisão)
- 1989 - Skin Deep
- 1988 - Justin Case (televisão)
- 1988 - Sunset - Assassinato em Hollywood
- 1987 - Blind Date- Encontro às Escuras
- 1986 - That's Life! - Assim é a Vida
- 1986 - A Fine Mess - Uma Tremenda Confusão
- 1984 - Micki + Maude - Minhas Duas Mulheres
- 1983 - The Man Who Loved Women - O Homem que Amava as Mulheres
- 1983 - Curse of the Pink Panther - A Maldição da Pantera Cor-de-Rosa
- 1982 - The Trail of the Pink Panther - Na Pista da Pantera Cor-de-Rosa
- 1982 - Victor/Victoria - Victor ou Vitória?
- 1981 - S.O.B
- 1979 - 10 - Mulher Nota 10
- 1978 - Revenge of the Pink Panther - A Vingança da Pantera Cor-de-Rosa
- 1976 - The Pink Panther Strikes Again-A Pantera Cor-de-Rosa Ataca Outra Vez
- 1975 - The Return of the Pink Panther-A Volta da Pantera Cor-de-Rosa
- 1974 - Julie and Dick at Covent Garden (TV)
- 1974 - The Tamarind Seed - Sementes de Tamarindo
- 1972 - The Carey Treatment
- 1971 - Wild Rovers
- 1970 - Darling Lili- Lili, Minha Adorável Espiã
- 1968 - The Party - Um Convidado Bem Trapalhão
- 1967 - Gunn
- 1966 - What Did You Do in the War, Daddy?
- 1965 - The Great Race - A Corrida do Século
- 1964 - A Shot in the Dark - Um Tiro no Escuro
- 1963 - The Pink Panther - A Pantera Cor-de-Rosa
- 1962 - The Boston Terrier (TV)
- 1962 - Days of Wine and Roses - Vício Maldito
- 1962 - Experiment in Terror- Escravas do Medo
- 1961 - Breakfast at Tiffany's - Bonequinha de Luxo
- 1960 - High Time - Dizem que é o Amor
- 1959 - Operation Petticoat - Anáguas a Bordo
- 1959 - The Perfect Furlough - De folga para amar
- 1958 - This Happy Feeling - Tudo pelo teu amor
- 1957 - Mister Cory - Hienas do pano verde
- 1956 - He Laughed Last
- 1955 - Bring Your Smile Along

## Prémios e nomeações
Óscar
- Ganhou um prémio honorário em 2004.
- Recebeu uma nomeação na categoria de Melhor Argumento Adaptado, por Victor/Victoria (1982).

Globo de Ouro
- Recebeu uma nomeação na categoria de Melhor Realizador, por Days of Wine and Roses (1962).

Prêmio César
- Venceu na categoria de Melhor Filme Estrangeiro, por Victor/Victoria (1982).

Framboesa de Ouro
- Recebeu duas nomeações na categoria de Pior Realizador, por S.O.B. (1981) e Sunset (1988); venceu em 1988.
- Recebeu uma nomeação na categoria de Pior Argumento, por S.O.B. (1981).